# Arenosetella germanica
Arenosetella germanica är en kräftdjursart som beskrevs av Kunz 1937. Arenosetella germanica ingår i släktet Arenosetella och familjen Ectinosomatidae. Inga underarter finns listade i Catalogue of Life.